# Tenthecoris
Tenthecoris är ett släkte av insekter. Tenthecoris ingår i familjen ängsskinnbaggar.
Kladogram enligt Catalogue of Life:
| Tenthecoris | \| \| Tenthecoris bicolor \| \| \| \| \| \| Tenthecoris distinguendus \| \| \| \| |
|             | \| \| Tenthecoris bicolor \| \| \| \| \| \| Tenthecoris distinguendus \| \| \| \| |
|             | Tenthecoris bicolor                                                               |
|             |                                                                                   |
|             | Tenthecoris distinguendus                                                         |
|             |                                                                                   |